# UPK3A
UPK3A‏ (Uroplakin 3A) هوَ بروتين يُشَفر بواسطة جين UPK3A في الإنسان.